# Barajul Târgu Jiu
Barajul Târgu-Jiu este un baraj de pe râul Jiu, în județul Gorj. Lacul de acumulare are o suprafață de aproximativ 50 de hectare.

## Prezentare
Lacul de acumulare Târgu-Jiu este situat în zona centrală a orașului Târgu-Jiu, lângă Parcul Central. În urma lucrărilor de amenajare hidrotehnică, în mijlocul lacului a fost păstrată o insulă, amenajată ca zonă de agrement. Pentru legarea acesteia cu parcul au fost folosite 3 module din podul construit între anii 1894-1895 lângă care s-a dat Bătălia de la Târgu-Jiu din Primul Război Mondial.